# Lucius Alfidius Herennianus
Lucius Alfidius Herennianus war ein im 2. Jahrhundert n. Chr. lebender römischer Politiker.
Durch eine Inschrift ist nachgewiesen, dass Herennianus 171 zusammen mit Titus Statilius Severus ordentlicher Konsul war. Eine weitere Inschrift belegt, dass seine Ehefrau Iulia Calvina hieß.